# Akademie für Landbau und Hauswirtschaft

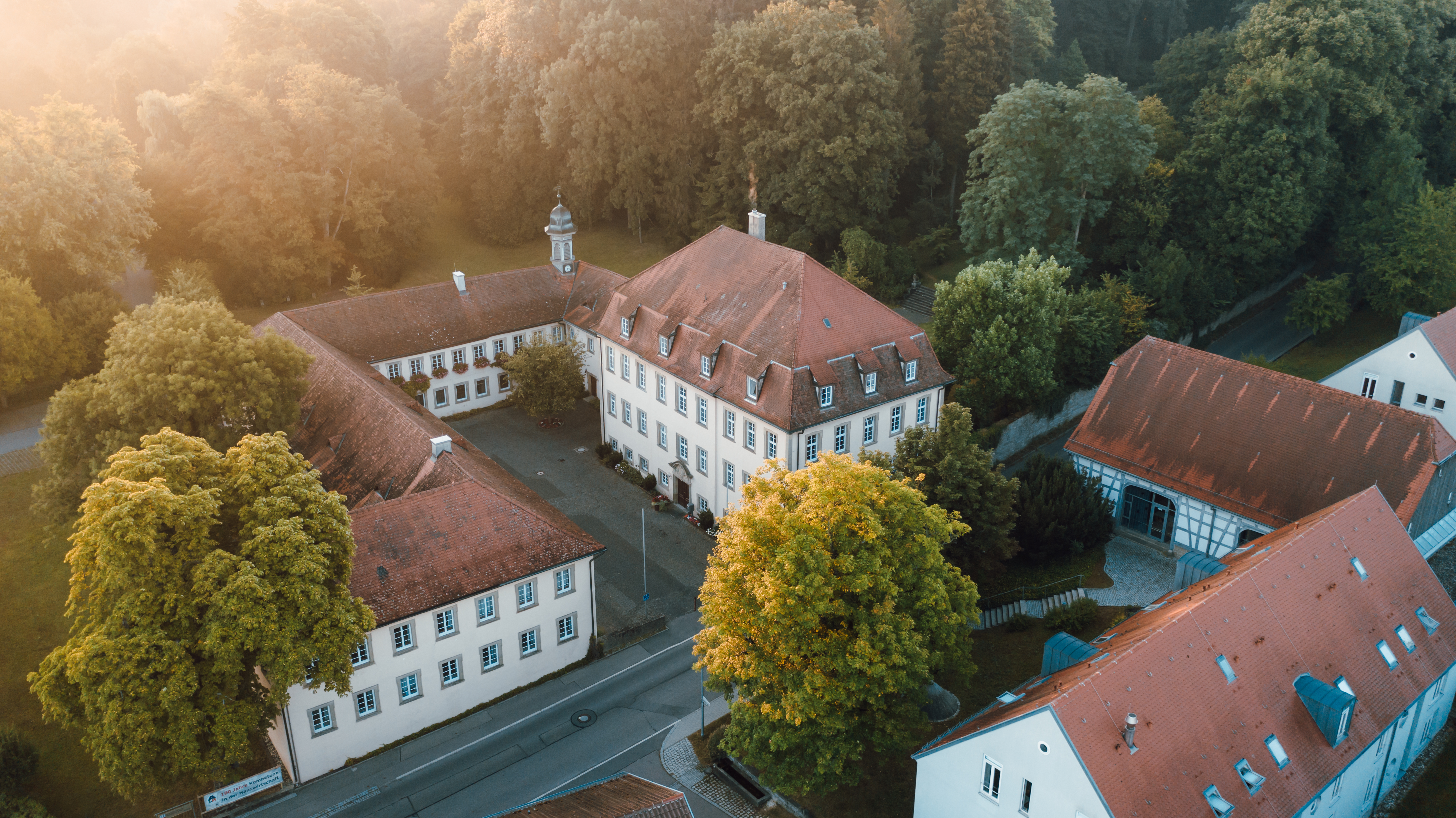
Akademie für Landbau und Hauswirtschaft

Die Akademie für Landbau und Hauswirtschaft (ALH) ist eine Ausbildungsstätte für land- und hauswirtschaftliche Fach- und Führungskräfte im Residenzschloss Kupferzell in der Gemeinde Kupferzell im Hohenlohekreis in Baden-Württemberg. Studierende der ALH kommen aus ganz Baden-Württemberg und den angrenzenden Bundesländern.

## Geschichte
Im Jahr 1721 wurde ein Amtshaus (heute Hauptgebäude) und ein Missionshaus (vom Haupthaus bis zur Schlossturmecke) errichtet. Das Kupferzeller Schloss war zunächst Verwaltungs- und Nebenwohnsitz oder Sommerresidenz. Bis 1727 wurde die Schlossanlage fertiggestellt. Der letzte Fürst zu Hohenlohe-Waldenburg, der das Kupferzeller Schloss einige Jahre bewohnt hatte, starb 1884. Danach stand das Gebäude fast vierzig Jahre leer und fing an zu verfallen.
Fürstin Therese zu Hohenlohe-Waldenburg (1869–1927), setzte sich als Vorsitzende des Landesverbands landwirtschaftlicher Hausfrauen-Vereine in Württemberg Anfang der 1920er Jahre für die Gründung einer Schule für Bauerntöchter ein. Ihr zu Ehren trägt die Aula den Namen „Theresiensaal“. Nachdem die Landwirtschaftskammer Württemberg das Schloss Kupferzell im Dezember 1921 mit 17 ha Land für 670 000 Mark erworben hatte, wurde am 1. Mai 1922 die „Hohenlohe'sche landwirtschaftliche Frauenschule“ Kupferzell feierlich eröffnet. Im Jahr 1933 wurde die Landwirtschaftskammer Baden-Württemberg aufgelöst und die Schule durch den Reichsnährstand übernommen und wurde ab 1936 in Landfrauenschule Kupferzell umbenannt.
Ab 1946 firmierte die Schule als Staatliche Landfrauenschule Kupferzell und das Land Baden-Württemberg wurde Schulträger, ab 1975 hieß sie dann Staatliche Fachschule für ländlich-hauswirtschaftliche Berufe Kupferzell. Auch in den 1990er-Jahren wurde die Schule zweimal umbenannt, bis sie 2005 ihren heutigen Namen erhielt und der Hohenlohekreis in Kooperation mit dem Landkreis Schwäbisch Hall Schulträger wurde.
Von Beginn an verfügte die Schule über Internatsräume, die vorwiegend im Nordteil des Schlosses verteilt waren. Die ersten Pläne für einen Wohnheimneubau entstanden bereits Anfang der 70er Jahre. Doch erst 1993 konnte der Umzug von den Schülerinnen vollzogen werden.
In den frei gewordenen Räumen wurde die Fachschule für Landwirtschaft eingerichtet und am 1. Dezember 1997 eröffnet.

## Leitung
- 1922 bis 1945 Emilie Bausch
- 1946 bis 1948 Klara Stockinger
- 1948 bis 1977 Anneliese Straub
- 1977 bis 1989 Gudrun Dobler
- 1990 bis 1997 Ute Fromke
- 1997 bis 2006 Gudrun Dobler
- 2007 bis 2014 Willi Lackenbauer, geschäftsführender Schulleiter
- 2014 bis 2020 Dirk Büttner, geschäftsführender Schulleiter
- 2020 bis 2023 Peter Grün, geschäftsführender Schulleiter
- seit 2023 Christine Heinke, geschäftsführende Schulleiterin[1]

## Fort- und Weiterbildungsangebot und Abschlüsse
In der Fachrichtung Hauswirtschaft werden ein- und zweijährige Unterrichtsangebote als Vorbereitung auf verschiedene hauswirtschaftliche Fort- und Weiterbildungsabschlüsse in Voll- und Teilzeit durchgeführt:
- Zweijährige Fachschule für Wirtschaft Fachrichtung Hauswirtschaft Schwerpunkt Betriebsorganisation und Management mit Abschluss „Staatlich geprüfte/-r hauswirtschaftliche/-r Betriebsleiter/-in“[3] seit den 90er Jahren. Davor wurde der Abschluss als staatlich geprüfte Hauswirtschaftsleiter/-in verliehen.
- Einjährige Fachschule für Fachschule für Agrarwirtschaft Fachrichtung Hauswirtschaft Schwerpunkt Dorfhilfe und soziales Management mit Abschluss „Staatlich geprüfte/-r und anerkannte/-r Dorfhelfer/-in“[4] seit den 50 Jahren und seit 2024 im modularen Blended-Learning-Format.
- Vorbereitungslehrgang für die Prüfung „Meister/-in der Hauswirtschaft“[5]

In der Fachrichtung Landbau erfolgt seit 1997 im Rahmen der einjährigen Fachschule in Teilzeit die Ausbildung zum „Staatlich geprüften Wirtschafter für Landbau“ mit der Möglichkeit zur anschließenden Landwirtschaftsmeisterprüfung. Dazu werden drei Wintersemester in Vollzeit und zwei Sommersemester mit einzelnen Unterrichtstagen angeboten.
Die ALH bietet jetzt zusätzlich die Weiterbildung zum „Staatlich geprüften Technikern für Landwirtschaft“ als zweijährige Fachschule an.
Die Fachschule für Landwirtschaft wird auf der Grundlage der Landwirtschaftsschulen-Verordnung des Landes Baden-Württemberg geführt. Sie bereitet ihre Studierenden auf die Leitung eines landwirtschaftlichen Unternehmens oder Tätigkeiten im vor- oder nachgelagerten Bereich der Landwirtschaft vor. Durch eine enge Verknüpfung von Theorie und Praxis werden die dafür notwendigen Kenntnisse vermittelt.

### Weitere Angebote der ALH
Die ALH betreibt neben der Schule einen Tagungs- und Seminarbetrieb, der anerkannter Ausbildungsbetrieb für die duale Ausbildung zur Hauswirtschafterin bzw. zum Hauswirtschafter ist.
Sie ist weiterhin Ausbildungsort für ausgewählte Lehrgangsinhalte im Vorbereitungsdienst der angehenden landwirtschaftstechnischen Oberlehrer und Berater. Hinzu kommen überbetriebliche Ausbildungsmaßnahmen in der Hauswirtschaft für Auszubildende (ÜBA) aus ganz Baden-Württemberg.

## Wohnheim
Die einstige Landfrauenschule in Kupferzell verfügte von Beginn an über Internatsräume. Diese befanden sich im Nordteil der Schule. Die Situation nach Kriegsende bot 6-Bett-Zimmer mit Eisenbettladen und Waschlavoir mit Krug für die tägliche Körperpflege. 1952 konnte ein Waschraum eingerichtet werden. Pläne für ein neues Wohnheim gab es bereits Anfang der 1970er-Jahre. Im Jahr 1977 standen für jede Schülerin ca. 7 Quadratmeter zum Schlafen und Wohnen zur Verfügung.
Mangels finanzieller Mittel wurde die Maßnahme „Wohnheim“ Jahr um Jahr verschoben. Später war unter anderem die notwendige zeitgemäße und erweiterte Ausstattung mit Lehrsälen Anlass für die Auslagerung des Internats und den Neubau. Der Startschuss für den Bau des inzwischen lang ersehnten Wohnheimes fiel am 10. Dezember 1987, nachdem das Finanzministerium grünes Licht für die Auslagerung des Wohnheims gegeben hatte. Nach der Ausschreibung des Landes Baden-Württemberg für einen beschränkten Architekturwettbewerb für den Bau eines Internatsgebäudes tagte im Schloss das Preisgericht. Es sollte zwischen sechs eingereichten Planentwürfen entscheiden. Das Preisgericht ermittelte den Sieger aus den eingereichten Entwürfen und erteilte einen konkreten Auftrag für den Neubau des Internats. Ein Architekturbüro aus Stuttgart erhielt den 1. Preis. Damit war der Weg frei für den Neubau. Nach dem Baubeginn im Herbst 1990 konnte am 18. Juli 1991 Richtfest gefeiert werden.
Vor den Sommerferien 1993 wurde das Wohnheim mit den Gebäuden „Schlossblick“ und „Parkblick“ am 15. Juni 1993 offiziell übergeben und nach feierlicher Einweihung von seinen ersten Bewohnerinnen bezogen. Insgesamt bieten 21 Einzel- und 17 Doppelzimmer Unterkunftsmöglichkeiten für die Studierenden direkt gegenüber der Akademie.

## Kunst am Bau
Im Januar 1992 wurde ein Kunstwettbewerb ausgelobt, um Entwürfe für „Kunst am Bau“ zu erhalten. Mit der Ausführung wurde Alfred Göring beauftragt.
Die Freiplastik vor dem Haus „Schlossblick“ ist ein handwerklich bearbeiteter Granitkegel, in den ein Gusseisenteil eingesetzt worden ist. Der Kegel hat einen Durchmesser von 3 Metern und eine Höhe von 1,5 Metern. Kennzeichnend für das künstlerische Schaffen Alfred Görings in der Zeit war seine experimentelle plastische Arbeit mit Granit und Eisen. Es wurden zwei Materialien verwendet, die in Formbarkeit und Farbe, in Künstlichkeit und Natürlichkeit in starkem Kontrast stehen.

## Ehemaligenverein
Am 18. Juni 1950 trafen sich zehn ehemalige Schülerinnen und sieben Lehrkräfte im Schloss, um auf Anregung der Schulleiterin Anneliese Straub einen Ehemaligenverein zu gründen. Das Landwirtschaftsministerium in Stuttgart wurde über die am 9. Juli 1950 stattgefundene Gründung des Vereins ehemaliger Kupferzeller Landfrauenschülerinnen informiert und eine Satzung beigefügt.
Der Verein Haus- und Landwirtwirtschaftlicher Fachbildung Kupferzell hatte zum 31. Dezember 2023 insgesamt 691 Mitglieder, davon 102 männliche.